# Unite Union Manatōpū
Die Unite Union Manatōpū, in der Öffentlichkeit unter dem Namen Unite bekannt, ist eine Gewerkschaft für Beschäftigte im Bereich des Gastgewerbes in Neuseeland.

## Geschichte
Die Gewerkschaft wurde am 24. September 1993 unter dem Namen Administrative and General Workers Union offiziell registriert. Fünf Jahre später, am 15. Dezember 1998 änderte die Gewerkschaft ihren Namen in Unite Incorporated, am 20. Mai 2022 dann ein weiteres Mal und fügte Union in ihren Manen ein. Die letzte Änderung des Gewerkschaftsnamens wurden dann am 3. Oktober 2024 vollzogen, indem man das Wort Incorporated in Māori schrieb. Seit dieser Zeit nennt sich die Gewerkschaft offiziell Unite Union Manatopu.
Zu ihren größten Erfolgen zählt die Gewerkschaft die Abschaffung von sogenannten Null-Stunden-Verträgen, die Ablehnung von Jugendtarifen und die Bezahlung von nicht korrekt abgerechneten Jahresurlauben.

## Gewerkschaft heute
Die Gewerkschaft vertritt Beschäftigte des Gastgewerbes, zu denen Beschäftigte in Schnellrestaurants, Kinos, Casinos, Hotels, Restaurants, Gaststätten, Cafés, Call Center und ähnliche Bereichen zählen. Im Jahr 2024 wurde die Mitgliederzahl der Gewerkschaft mit 5.570 Mitgliedern angegeben.